# Convulse
Convulse ist eine finnische Death-Metal-Band aus Nokia, die im Jahr 1988 unter dem Namen S.D.S. gegründet wurde, sich 1994 auflöste und 2012 wieder zusammenfand.

## Geschichte
Die Band wurde im Jahr 1988 unter dem Namen S.D.S. gegründet und bestand aus Sänger und Gitarrist Rami Jämsä, Bassist Juha „Patti“ Telenius, Schlagzeuger Janne Miikkulainen und Gitarrist Jani Kuhanen. Nachdem sich die Gruppe in Convulse umbenannt, hatte, folgte im Jahr 1990 das erste Demo Resuscitation of Evilness. 1991 kam Toni Honkala als neuer Gitarrist zur Band. Durch das Demo erreichte die Band einen Vertrag mit dem französischen Label Thrash Records, bei dem das Debütalbum World Without God erschien. Die Single Lost Equilibrium schloss sich im Jahr 1993 bei Relapse Records an. Danach begannen die Aufnahmen zum zweiten Album Reflections. Die Arbeiten dazu fanden innerhalb einer Woche in den Sunlight Studios in Schweden statt. Im Jahr 1993 leisteten die Bandmitglieder ihren Wehrdienst, ehe im Sommer 1994 nach einiger Verzögerung das Album über Relapse Records erschien. Da die Band kaum mehr einen Erfolg verbuchen konnte, löste sie sich im selben Jahr auf.
Im Jahr 2012 fand die Band wieder zusammen und spielte einige Auftritte in Finnland. Außerdem ist sie für das Maryland Deathfest für 2013 bestätigt. Die Band besteht nun aus Sänger und Gitarrist Rami Jämsä, Bassist Juha Telenius, Gitarrist Kristian Kangasniemi und Schlagzeuger Rolle Markos.

## Stil
Die Band spielt klassischen Death Metal, der mit den frühen Werken von Sentenced, Amorphis, Entombed, aber auch Dismember vergleichbar ist. Charakteristisch ist außerdem auch die Verwendung von Elementen aus dem Florida Death Metal sowie der Einsatz von Blastbeats.

## Diskografie
- 1990: Rehearsal (Demo, Eigenveröffentlichung)
- 1990: Resuscitation of Evilness (Demo, Eigenveröffentlichung)
- 1991: World Without God (Album, Thrash Records)
- 1992: Promo 1992 (Demo, Eigenveröffentlichung)
- 1993: Lost Equilibrium (Single, Relapse Records)
- 1994: Reflections (Album, Relapse Records)
- 2013: Inner Evil (EP, Svart Records)